# Nikolaj Koppel
Nikolaj Koppel (Gentofte, 1969. március 6.) dán zenész, műsorvezető, újságíró.

## Karrier
2014. február 4-én bejelentették, hogy ő lesz a 2014-es Eurovíziós Dalfesztivál egyik házigazdája Lise Rønne és Pilou Asbæk mellett.